# ヨナタン・シェーベルイ
ヨナタン・シェーベルイ（Jonathan Sjöberg、1971年6月14日 - ）は、スウェーデンの映画監督、脚本家。

## フィルモグラフィ
- シンプル・シモン I rymden finns inga känslor (2010) 製作・脚本